# Dellach im Drautal
Dellach im Drautal är en ort och kommun  i Österrike. Den ligger i distriktet Spittal an der Drau i förbundslandet Kärnten, 300 km sydväst om huvudstaden Wien.
Kommunen består av 13 orter (Ortschaften) (inom parentes invånarantal 1 januari 2024):

- Dellach (654)
- Draßnitz (41)
- Draßnitzdorf (122)
- Glatschach (76)
- Grientschnig (57)
- Holztratten (35)
- Nörenach (127)
- Raßnig (33)
- Rietschach (58)
- Schmelz (246)
- Stein (58)
- Suppersberg (74)
- Weinberg (25)